# Brochiraja leviveneta
Brochiraja leviveneta — вид хрящевых рыб рода Brochiraja семейства Arhynchobatidae отряда скатообразных. Обитают в западной части Тихого океана в водах Новой Зеландии. Встречаются на глубине до 1300 м. Их крупные, уплощённые грудные плавники образуют округлый диск со треугольным рылом. Максимальная зарегистрированная длина 50,9 см. Не являются объектом целевого промысла.

## Таксономия
Впервые вид был научно описан в 2006 году. Видовой эпитет происходит от слова др.-греч. λεῖος — «гладкий» и лат. venetus — «сине-зелёный». Голотип представляет собой половозрелого самца длиной 47,5 см, пойманного районе плато Челленджер  (37°32′ ю. ш. 169°15′ в. д.) на глубине 950—1035 м. Паратипы: самцы длиной 33,6—50,9 см и самки длиной 25,7—46,5 см, пойманные там же на глубине 961—1075.

## Ареал
Эти скаты являются эндемиками вод, омывающих берега Новой Зеландии. Встречаются на глубине 300—1200 м, наибольшая концентрация наблюдается в диапазоне 900—1100 м.

## Описание
Широкие и плоские грудные плавники этих скатов образуют округлый диск с широким треугольным рылом.  На вентральной стороне диска расположены 5 жаберных щелей, ноздри и рот. На тонком хвосте имеются латеральные складки. У этих скатов 2 редуцированных спинных плавника и редуцированный хвостовой плавник. Хвост длинный с довольно широким основанием, в 1,2—1,3 раза превышает длину диска, в 2,1—2,6 раз длину головы по вентральной стороне, в 4—5 раз длину рыла. Глаза довольно крупные, их диаметр в 2,6—3,4 раз больше расстояния от кончика рыла до глаз.  Дорсальная поверхность диска покрыта чешуёй в центральной области позади глаз. Имеется срединный ряд хвостовых шипов. У кончика рыла расположен раздвоенный ростральный шип. Аларные колючки c длинными основаниями окружены меньшими по размеру загнутыми назад скуловыми шипами. По обе стороны от глаз также имеются области, покрытые скуловыми колючками, обычно отделённые от областей, расположенных за глазами. Дорсальная поверхность диска окрашен в голубоватый цвет. Вентральная поверхность темнее дорсальной. На вентральной поверхности имеется ряд расширенных пор с бледной каймой. Грудные плавники образованы 64—69 лучами. Верхних зубных рядов 34—43. Максимальная зарегистрированная длина 50,9 см.

## Биология
Brochiraja leviveneta размножаются, откладывая яйца.

## Взаимодействие с человеком
Эти скаты не являются объектом целевого лова. В ареале на глубинах обитания ведётся промысел атлантического большеголова. Попавшихся в качестве прилова скатов выбрасывают за борт, вероятно, уровень смертности высокий. Данных для оценки Международным союзом охраны природы охранного статуса недостаточно.